# Cavizzana
Cavizzana (IPA: /kaviʦˈʦana/, Cjaviciana in solandro) è un comune italiano di 236 abitanti della provincia autonoma di Trento in Trentino-Alto Adige. 

## Storia

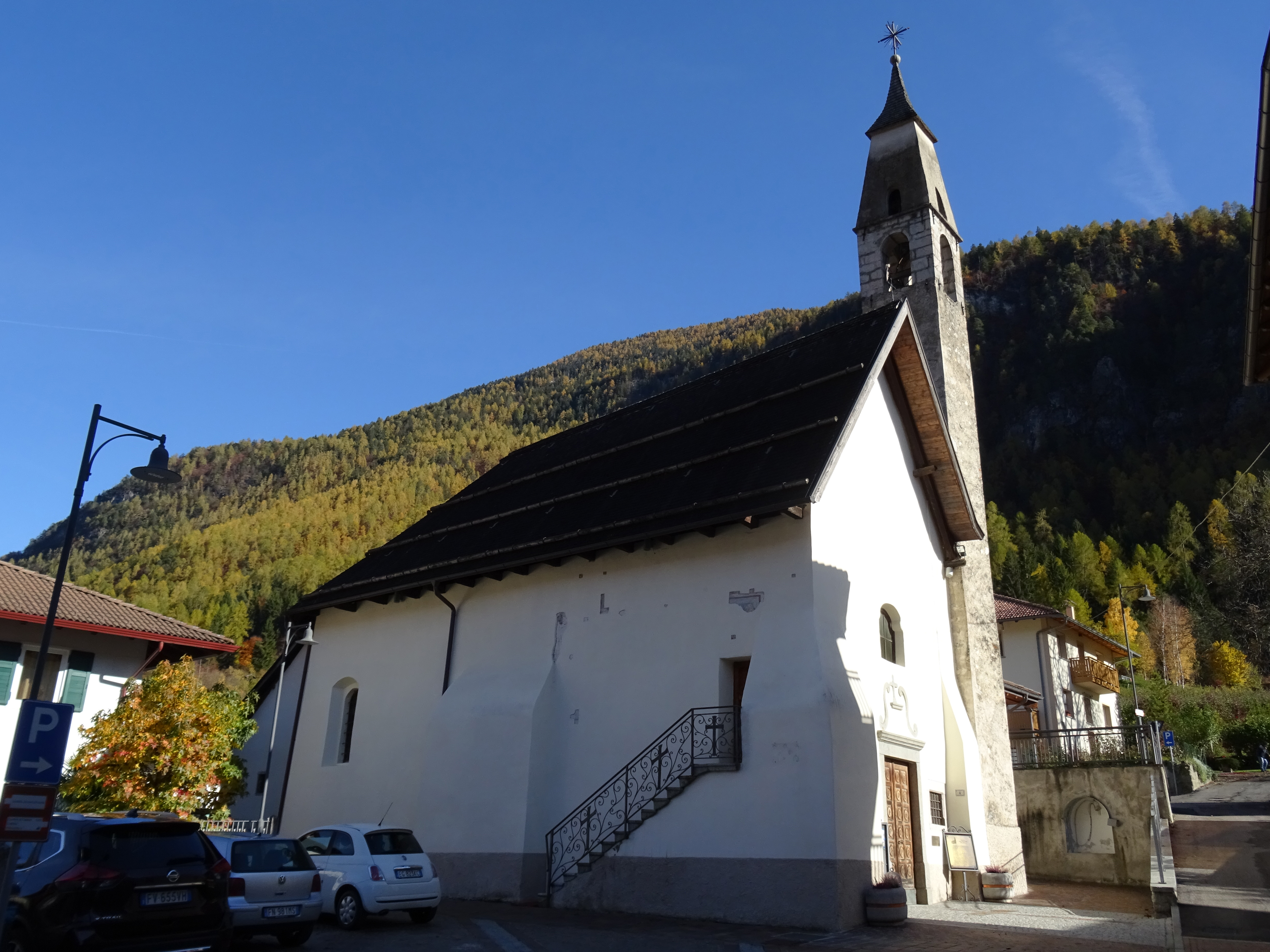
La chiesa di San Martino

Cavizzana è stato comune autonomo fino al 1928, anno in cui venne aggregato a Caldes. Nel 1956 è stato ricostituito l'attuale comune ufficialmente istituito il 1º gennaio 1957. È il terzo comune più piccolo della provincia autonoma di Trento per superficie territoriale.

### Simboli
Lo stemma e il gonfalone del comune sono stati adottati con delibera consiliare n. 41 del 30 settembre 1987 e approvati con deliberazione della Giunta provinciale di Trento n. 4325 del 29 aprile 1988.
La figura di san Martino ricorda l'antica origine di Cavizzana attraverso la chiesa a lui dedicata e risalente alla metà del XIV secolo.
Gonfalone
Il bilico sarà unito ad un'asta, con guaina di velluto azzurro ornata da una spirale d'argento, mediante un cordone nero e d'argento terminante in analoghe nappe.»

## Monumenti e luoghi d'interesse

### Architetture religiose
- Chiesa di San Martino, del XV secolo in stile gotico.[12]

### Altro

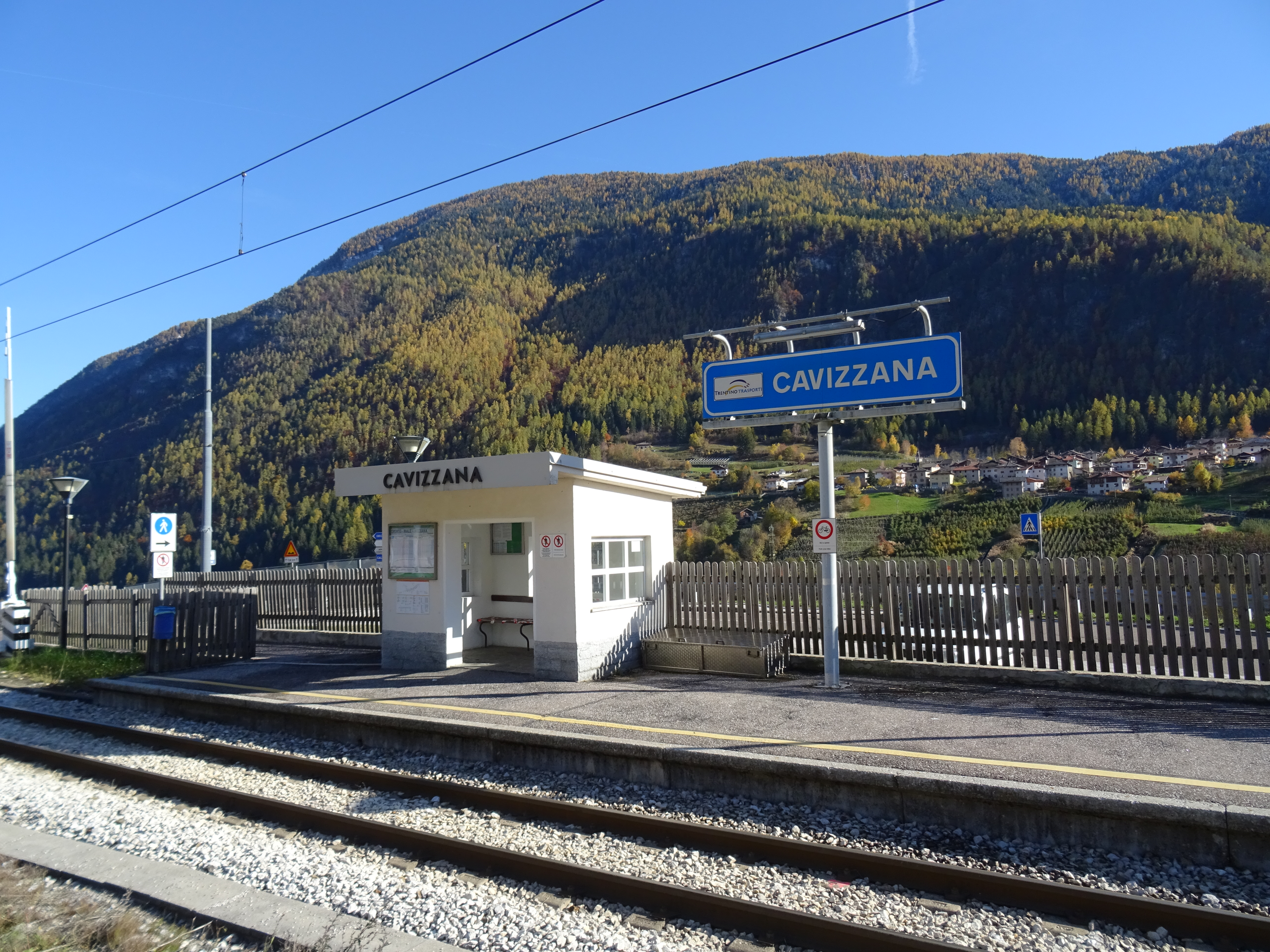
La stazione di Cavizzana sulla ferrovia Trento-Malé-Mezzana

- Sas dela Guardia, sasso sul quale è incisa la data 1632, anno in cui la peste dilagò in Val di Sole. Cavizzana non fu attaccata dall'epidemia grazie alla posizione isolata e all'attività di guardia che veniva fatta presso il masso.[13][14][15]

## Società

### Evoluzione demografica
Abitanti censiti

## Amministrazione
| Periodo        | Periodo        | Primo cittadino | Partito      | Carica  | Note   |
| -------------- | -------------- | --------------- | ------------ | ------- | ------ |
| 6 luglio 1985  | 6 giugno 1990  | Luciano Rizzi   | PSDI         | Sindaco | [ 17 ] |
| 6 giugno 1990  | 5 giugno 1995  | Luciano Rizzi   | DC           | Sindaco | [ 17 ] |
| 5 giugno 1995  | 28 maggio 2000 | Luciano Rizzi   | Lista civica | Sindaco | [ 17 ] |
| 29 maggio 2000 | 9 maggio 2005  | Luciano Rizzi   | Lista civica | Sindaco | [ 17 ] |
| 9 maggio 2005  | 17 maggio 2010 | Luciano Rizzi   | Lista civica | Sindaco | [ 17 ] |
| 17 maggio 2010 | 10 maggio 2015 | Gianni Rizzi    | Lista civica | Sindaco | [ 17 ] |
| 10 maggio 2015 | in carica      | Gianni Rizzi    | Lista civica | Sindaco | [ 17 ] |